# Plagne (Ain)
Plagne ist eine französische Gemeinde mit 166 Einwohnern (Stand 1. Januar 2022) im Département Ain in der Region Auvergne-Rhône-Alpes. Sie gehört zum Arrondissement Nantua und ist Mitglied im Gemeindeverband Terre Valserhône. Die Bewohner werden Plagnards und Plagnardes genannt.

## Geographie
Plagne liegt auf 780 m, etwa zwölf Kilometer nordwestlich der Stadt Bellegarde-sur-Valserine und 39 km östlich der Präfektur Bourg-en-Bresse (Luftlinie). Das kleine Bauerndorf erstreckt sich im französischen Jura auf einem Geländevorsprung westlich des tief eingeschnittenen Tals der Semine (rechter Seitenbach der Valserine), am Ostabhang des Bois de Puthod.
Die Fläche des 6,20 km² großen Gemeindegebiets umfasst einen Abschnitt des Hochjuras. Das Gebiet wird von einer gegen Osten geneigten Hochfläche eingenommen, die durch verschiedene kurze Seitentäler der Semine untergliedert ist. Dabei folgt die östliche Abgrenzung ziemlich genau der Höhenlinie von 700 Meter (oberhalb dem Steilabfall zur Semine). Im Süden wird der Gemeindebann durch den zur Cluse de Nantua abfallenden Steilhang begrenzt. Nach Westen erstreckt sich das Gemeindeareal auf den bewaldeten Höhenrücken des Bois de Puthod, auf dem mit 940 m die höchste Erhebung von Plagne erreicht wird.
Zu Plagne gehört neben dem eigentlichen Dorf auch das Gehöft Le Chailley (780 m) über der Cluse de Nantua. Nachbargemeinden von Plagne sind Échallon im Norden, Saint-Germain-de-Joux im Osten und Süden sowie Charix im Westen.

## Geschichte
Plagne wurde im 15. Jahrhundert als Weiler von Saint-Germain-de-Joux erwähnt. Die Abtrennung von der Muttergemeinde, zu dessen Pfarrei Plagne heute noch gehört, erfolgte erst 1845. Der Fund einer sehr vollständigen, versteinerten Dinosaurierfährte am 5. April 2009 machte die kleine, abgelegene Gemeinde schlagartig in der Paläontologie bekannt. Auf einem durch Holzrücken aufgekratzten und vom Regen freigewaschenen Waldweg auf dem Gemeindegebiet zeichneten sich regelmäßige Vertiefungen ab, die Forscher der Universität Lyon als Dinosaurierfährte aus dem Jura-Zeitalter identifizieren konnten. Die Ausgrabung und Vermessung des Areals erfolgte von 2010 bis 2012. 

### Bevölkerungsentwicklung
Mit 166 Einwohnern (Stand 1. Januar 2022) gehört Plagne zu den kleinsten Gemeinden des Départements Ain. Nachdem die Einwohnerzahl in der ersten Hälfte des 20. Jahrhunderts deutlich abgenommen hatte, wurde seit Mitte der 1980er Jahre wieder ein Bevölkerungswachstum verzeichnet. Die Ortsbewohner von Plagne heißen auf Französisch Plagnard(es).
| Jahr                       | 1962 | 1968 | 1975 | 1982 | 1990 | 1999 | 2009 | 2021 |
| -------------------------- | ---- | ---- | ---- | ---- | ---- | ---- | ---- | ---- |
| Einwohner                  | 86   | 74   | 58   | 61   | 73   | 83   | 125  | 161  |
| Quellen: Cassini und INSEE |      |      |      |      |      |      |      |      |

## Sehenswürdigkeiten
An einem Waldweg, der von der D49 zwischen Plagne und Le Chailley abzweigt und den Jura-Höhenzug Bois de Puthod erschließt, sind mehrere versteinerte Dinosaurierfährten freigelegt (Lage). Die längste von ihnen misst 155 m und gehört zu einem Sauropoden. Ihre Abdrücke haben einen Durchmesser von 1,20 bis 1,50 m und werden einem 30 bis 40 Tonnen schweren Tier zugeschrieben. Die Spur gilt als die längste bekannte Sauropodenfährte der Welt, die auch gleichzeitig die größten Abdrücke hat. Sie übertrifft die Fährte im Monumento Natural das Pegadas de Dinossáurios de Ourém/Torres Novas in Portugal um einige Meter. Die Sauropodenfährte wird von der Spur eines Theropoden gekreuzt. Deren Abdrücke bilden den typischen dreizehigen Theropodenfuß ab und sind gering ausgeprägt, was auf ein nur wenige Meter großes, sich schnell bewegendes Tier hinweist. Diese Spuren entstanden vor rund 150 Millionen Jahren, als die Gegend am nördlichen Rand des Urmeers Tethys von Sauriern bevölkert war.
Der zuständige Kommunalverband des Pays Bellegardien hat erste Maßnahmen ergriffen, um die Fundstelle dem Tourismus zugänglich zu machen (Sicherung, Parkplätze, Beschilderung sowie ein Webauftritt). Der bei den Ausgrabungen freigelegte, brüchige Kalkstein muss gegen Witterungseinflüsse geschützt werden, dazu wurde ein wasserabweisender Harzkleber aufgetragen. Zusätzlich wird die gesamte freigelegte Fläche während des Winterhalbjahres mit einer Plane abgedeckt und so gegen Schnee und Erosion geschützt.

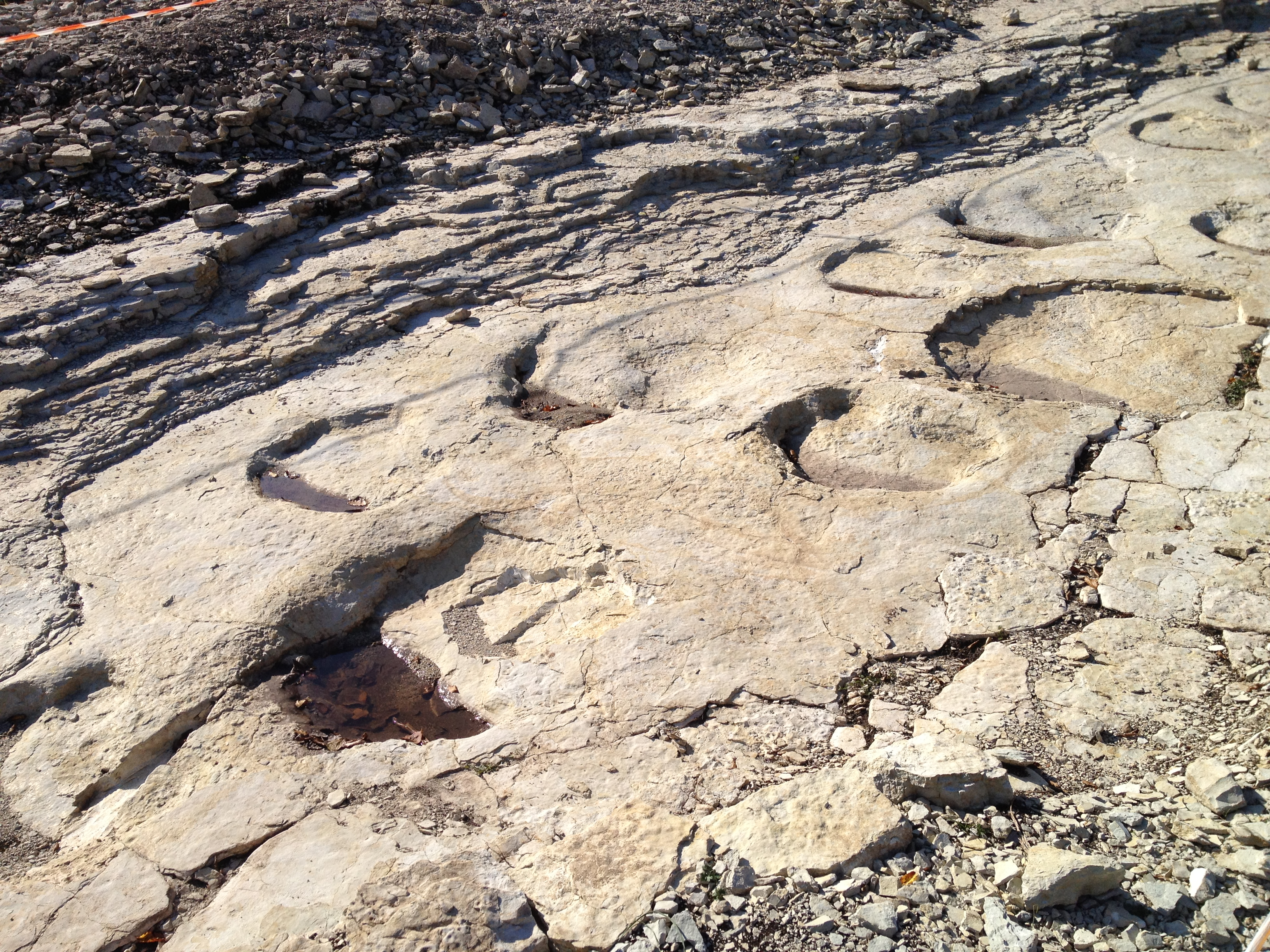
Dinosaurier-Spuren im Gestein nahe Plagne
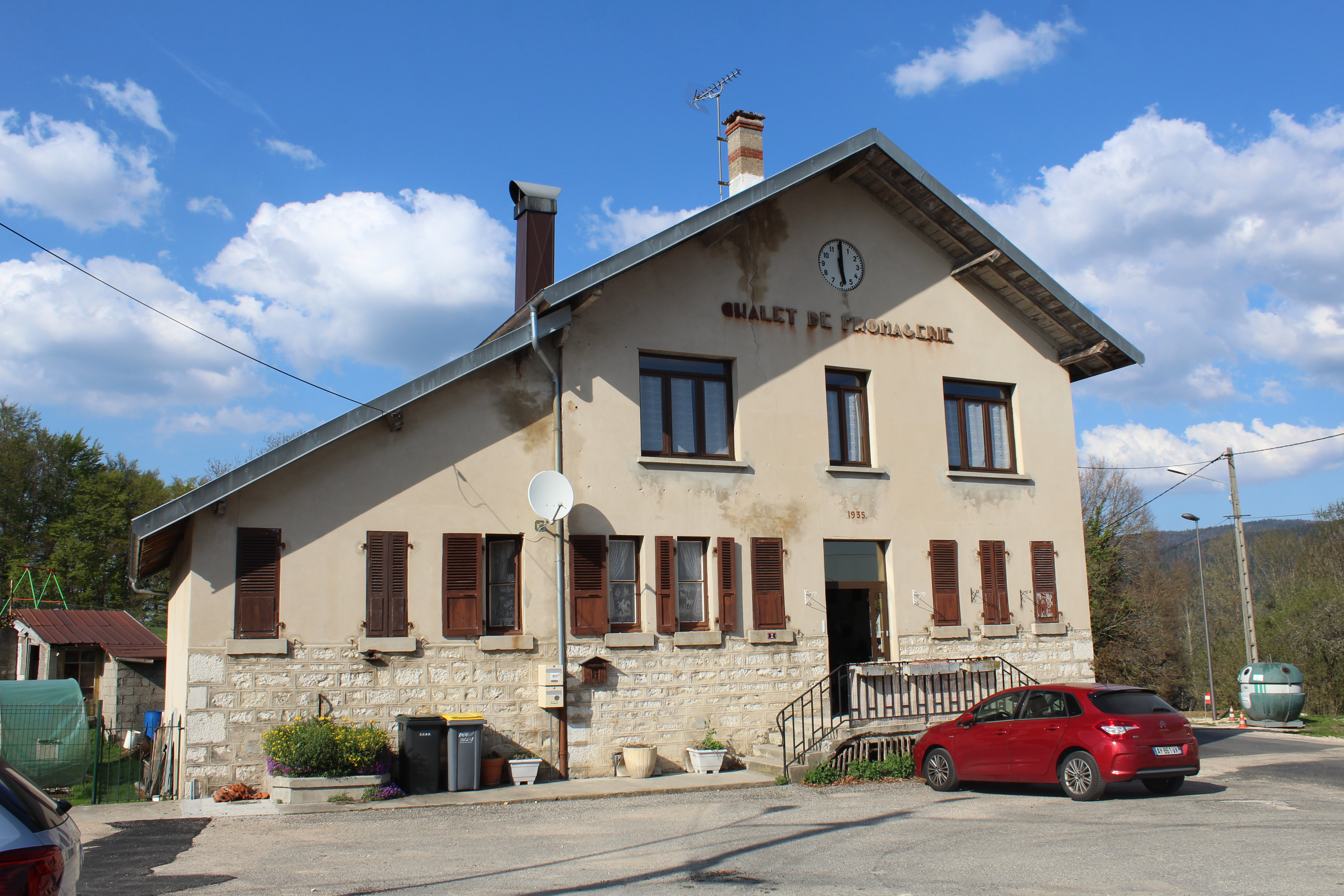
Käserei-Landhaus
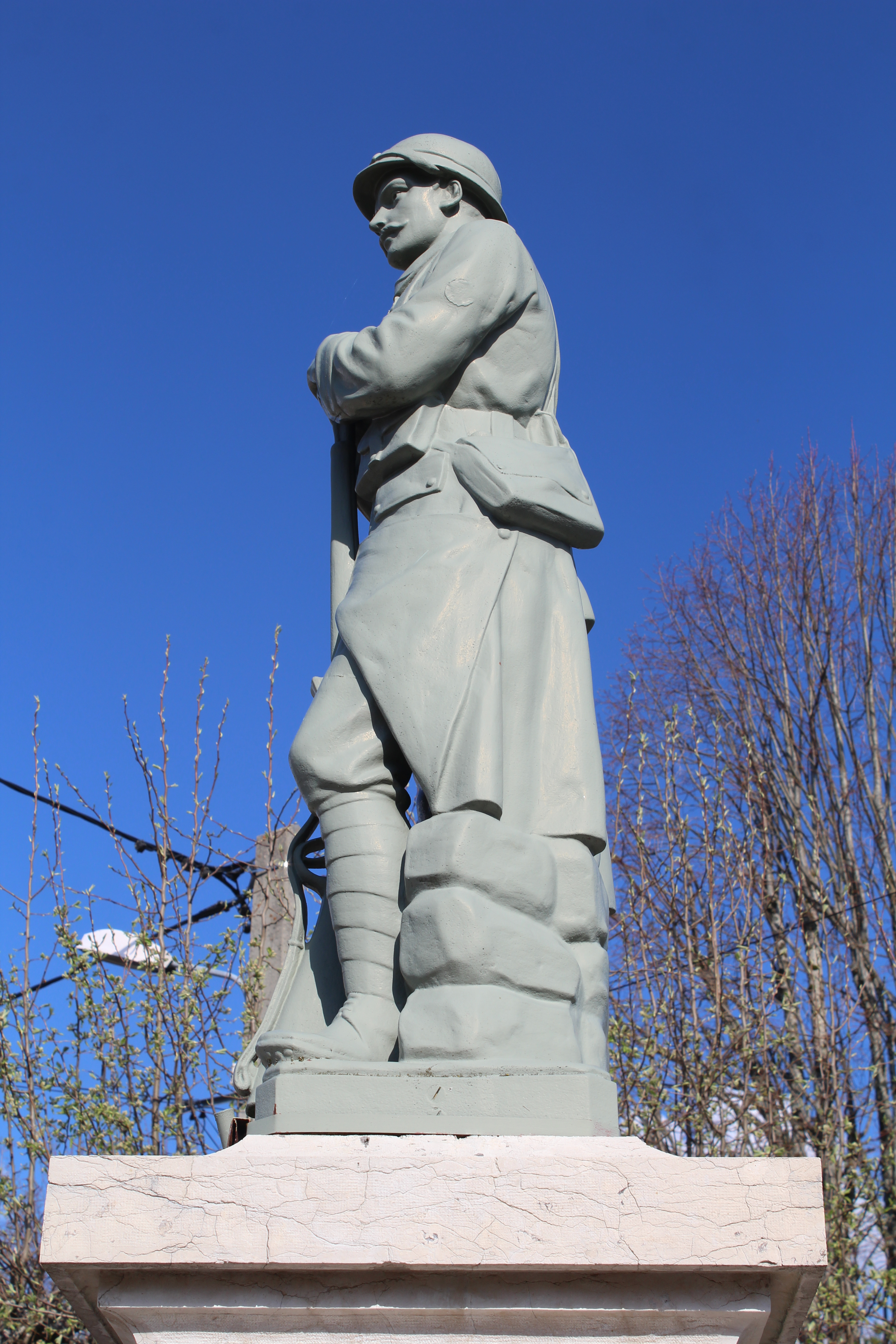
Gefallenendenkmal

## Wirtschaft und Infrastruktur
Plagne war bis weit ins 20. Jahrhundert hinein ein vorwiegend durch die Landwirtschaft und Forstwirtschaft geprägtes Dorf. Noch heute leben die Bewohner überwiegend von der Tätigkeit im ersten Sektor. Einige Erwerbstätige sind auch Wegpendler, die in den größeren Ortschaften der Umgebung, hauptsächlich in Bellegarde-sur-Valserine und in Oyonnax ihrer Arbeit nachgehen.
Die Ortschaft liegt abseits der größeren Durchgangsstraßen. Die Hauptzufahrt erfolgt von Saint-Germain-de-Joux an der Hauptstraße D1084 (Bellegarde-sur-Valserine – Nantua, ehemalige Nationalstraße 84). Eine weitere lokale Straßenverbindung besteht mit Échallon. Der nächste Anschluss an die Autobahn A 40 befindet sich in einer Entfernung von rund zehn Kilometern.